# Roger Magnusson
Roger Magnusson   (Mönsterås, 20 de març de 1945) és un exfutbolista suec de la dècada de 1960.
Fou 14 cops internacional amb la selecció sueca.
Pel que fa a clubs, defensà els colors de Juventus FC i Olympique de Marseille.